# Fall River (Massachusetts)
Fall River is een plaats (city) in de Amerikaanse staat Massachusetts, en valt bestuurlijk gezien onder Bristol County. In het deel van de stad wat vroeger Freetown heette vond de Slag bij Freetown plaats tijdens de Amerikaanse Onafhankelijkheidsoorlog.

## Demografie
Bij de volkstelling in 2000 werd het aantal inwoners vastgesteld op 91.938.
In 2006 is het aantal inwoners door het United States Census Bureau geschat op 91.474, een daling van 464 (-0.5%).

## Scheepvaartmuseum
In de plaats ligt het scheepvaartmuseum Battleship Cove. In juni 1965 kwam hier het eerste schip aan, het slagschip USS Massachusetts, die uit de handen van de slopers werd gered. Later zijn de Joseph P. Kennedy, Jr. (DD850), een torpedobootjager van de Gearingklasse, de onderzeeboot Lionfish en enkele andere schepen aan de collectie toegevoegd.

## Geografie
Volgens het United States Census Bureau beslaat de plaats een oppervlakte van
99,0 km², waarvan 80,3 km² land en 18,7 km² water. Fall River ligt op ongeveer 56 m boven zeeniveau.

## Geboren
- Lizzie Borden (1860-1927), verdachte van moord
- Mary Lizzie Macomber (1861-1916), kunstschilderes
- Mike Riley (1904-1984), jazzmuzikant (trombone, trompet), songwriter en orkestleider
- Bert Patenaude (1909-1974), voetballer
- Thomas J. Hudner, Jr. (1924-2017), officier en piloot
- Howard Kanovitz (1929-2009), kunstschilder en graficus
- Greg Abate (1947), jazz-saxofonist, fluitist, componist en arrangeur
- George Stephanopoulos (1961), perschef van het Witte Huis onder president Clinton
- Nancy Sorel (1964), actrice

## Plaatsen in de nabije omgeving
De onderstaande figuur toont nabijgelegen plaatsen in een straal van 12 km rond Fall River.